# Patrick Nogueira
François Patrick Nogueira Gouveia (Altamira, 6 de noviembre de 1996) es un criminal de origen brasileño que asesinó y descuartizó a sus tíos y a sus dos primos en un chalé de Pioz el 17 de agosto de 2016.
Tras estos hechos fue apodado "El descuartizador de Pioz". La Audiencia Provincial de Guadalajara fue quien juzgó y condenó en primera instancia a Nogueira a tres condenas de prisión permanente revisable más una condena de 25 años de prisión por asesinato con alevosía. 
Esta sentencia inicial fue recurrida ante el Tribunal Superior de Justicia de Castilla-La Mancha, que sustituyó dos de las prisiones permanentes revisables por otros dos asesinatos con alevosía, quedando la condena en una prisión permanente revisable y tres asesinatos alevosos, sumando estos últimos 75 años de prisión. Esta última sentencia fue recurrida por la acusación particular ante el Tribunal Supremo con apoyo de la Fiscalía. En respuesta a este recurso y teniendo en cuenta la gravedad de los crímenes, Nogueira fue finalmente sentenciado por el Tribunal Supremo a cumplir una condena de 25 años más tres condenas de prisión permanente revisable.

## Antecedentes
Previamente a los hechos de Pioz, en el año 2013, Patrick protagonizó otro suceso violento a la edad de 16 años en su localidad natal, Altamira, PA. Tras una discusión por una mala nota con su profesor de biología, Carlos Alberto Conceição, de 23 años, Patrick se dirigió hacia él y aprovechando que estaba de espaldas le apuñaló en el cuello y en el vientre. Según crónicas de aquel momento: "el alumno demostró gran frialdad y se quedó de pie viendo cómo el profesor sangraba en el suelo". El suceso fue grabado por las cámaras de seguridad, y ante la pregunta de por qué lo había hecho, Patrick respondió que: "lo había hecho para darle un susto al profesor". Nogueira fue acusado de tentativa de homicidio y fue internado en un centro para menores en Santarém, PA. 45 días después salió en libertad, y es ahí cuando se trasladó con su familia a João Pessoa, PB, donde residiría hasta su marcha a España.

### Convivencia con sus tíos en España
Patrick vino a España desde Brasil en el año 2016, con 19 años, para probar suerte en el fútbol, de igual forma que lo hiciera anteriormente su tío, Walfran Campos. Patrick tenía una parte de su familia en España. Su tío Marcos Campos, de 39 años, hermano de su madre; y su tío Walfran, su mujer, Janaina Santos, también de 39 años y sus dos primos, María Carolina, de 4 años y David, de 1. Marcos acogió sin ningún problema a su sobrino en su piso de alquiler en Torrejón de Ardoz, junto a su mujer e hijos. Sin embargo, los problemas no tardaron en aparecer, ya que Patrick no colaboraba en las tareas de casa; y no trabajaba ni estudiaba, ya que sus padres le pasaban una gran cantidad de dinero mensualmente. La rutina de Patrick se basaba en salir de fiesta, ir al gimnasio y quedar con amigos. Eso, sumado a otros comportamientos como pasearse desnudo de cintura para arriba por la casa y comentarios que le hacía a Janaina en referencia a los pequeños cuando estos no paraban de llorar, resquebrajaron la convivencia familiar. Marcos comunicó estos comportamientos a su familia de Brasil, lo que hizo que Patrick, al enterarse, desarrollase un odio desmesurado hacia su tío, y a su familia en general. Al quedarse pequeño el piso de Torrejón, Marcos decidió buscar una casa más grande para su familia. Finalmente se decantaron por un chalet situado en la calle de los Sauces 593, en la urbanización La Arboleda de Pioz, en Guadalajara. Marcos y su familia se trasladaron al chalet para instalarse. Cuando Marcos ofreció a Patrick ir a vivir con ellos, este dijo que lo haría más adelante. Sin embargo, Marcos, al ir a buscarle después de organizar la casa para que se trasladase con ellos, no fue capaz de localizarle y le dijeron que se había ido. Marcos no le dio más importancia y supuso que en algún momento volvería, mientras que Patrick, por su parte, alquiló un piso junto con dos chicas de su misma edad en la vecina localidad de Alcalá de Henares. Según sus compañeras de piso, el carácter afable, divertido y extrovertido que mostraba Patrick cambiaba radicalmente a la hora de hablar de su tío, definiéndole como un "hijo de puta" y acusándole de haberle robado dinero y desatender a su familia, asegurando que era él el que se encargaba del cuidado y la alimentación de sus hijos, mientras que Marcos desaparecía todo el día. Según contó en el juicio, cuando supo que su tío Marcos hablaba de sus comportamientos cuando vivía con ellos y un supuesto robo por su parte, juró que aquello no quedaría así, fraguando una macabra venganza en su mente.

## Hechos
La mañana del 17 de agosto de 2016, Patrick se dirigió a entrenar al gimnasio de Alcalá de Henares donde solía acudir a menudo. Después de entrenar, se dirigió a una pizzería, donde compró dos pizzas con intención de llevarlas a casa de sus tíos. Llevaba consigo una mochila con cintas americanas, una navaja y varias bolsas de basura, además de unas cuantas toallas en su interior. Alrededor de la 1 de la tarde, Patrick Nogueira se dirigió en un autobús de la línea 271 desde Alcalá de Henares hasta Pioz, donde habitaba su familia.
Una vez llegado al chalé donde residía la familia, Patrick comió con Janaína y sus primos puesto que Marcos estaba trabajando fuera. Tras la comida, mientras Janaína limpiaba los platos en la cocina del chalé, Patrick apuñaló a Janaína en el cuello y la dejó desangrándose hasta morir. Posteriormente se dirigió al salón donde estaban sus dos primos pequeños, los cuales presenciaron el asesinato de Janaína y al igual que a su madre, les rajó el cuello. Mientras esperaba a que su tío Marcos regresara de trabajar limpió la casa para que no quedase rastro de su presencia, descuartizó los cadáveres, los metió en bolsas de basura y chateó por WhatsApp con un amigo suyo de Brasil, Marvin Henriques, jactándose de los asesinatos y llegando a tomarse autorretratos con los cadáveres. Henriques, lejos de asustarse, le siguió el juego y le dio indicaciones para huir del lugar sin ser visto. Alrededor de las 21:00, Patrick consumó su último asesinato con su tío Marcos, el cual regresaba de trabajar de un restaurante argentino en el centro comercial Plenilunio, en Madrid. Patrick nuevamente limpió la casa, descuartizó el cadáver de su tío y lo metió en otra bolsa de basura. Una vez consumado el cuádruple asesinato, se quedó a dormir en el chalé donde su familia yacía muerta y a la mañana siguiente regresó en otro autobús de la línea 271 a Alcalá de Henares para jugar al fútbol, deporte que practicaba. 
Patrick huyó de España a Brasil un mes después, cuando se descubrieron los cadáveres de la familia debido a la inactividad en la casa de las víctimas y al fuerte olor que provenía de esta.

## Entrega voluntaria a la justicia española
Nogueira voló el 20 de septiembre de regreso a João Pessoa, Paraíba, donde residía con su familia antes de irse a España. Una navaja dejada en su casa de Alcalá de Henares entregó su ADN a los investigadores españoles, que también fue hallado en la propiedad de Pioz. El 22 de septiembre se emitió una orden de detención europea e internacional, pero las autoridades brasileñas no lo detuvieron debido a la prohibición constitucional de extradición de la nación. Nogueira se entregó voluntariamente a las autoridades españolas el 19 de octubre. Su hermana Hanna, abogada, había estado antes en España para reunirse con el magistrado Fernando de la Fuente, juez encargado del caso, y convenció a Patrick de que sería mejor estar encarcelado en España que en Brasil; nada más aterrizar su vuelo en Madrid - Barajas, fue puesto inmediatamente en prisión preventiva. Nogueira temía la perspectiva de una brutal violación en prisión en Brasil, pero creía que pasaría su vida contemplando la televisión en una prisión española hasta los 80 años. Confesó a los pocos días de regresar a España.

## Sentencia
La Audiencia Provincial de Guadalajara fue quien juzgó y condenó en primera instancia a Nogueira a tres condenas de prisión permanente revisable más una condena de 25 años de prisión por asesinato con alevosía.
Esta sentencia inicial fue recurrida ante el Tribunal Superior de Justicia de Castilla-La Mancha, que sustituyó dos de las prisiones permanentes revisables por otros dos asesinatos con alevosía, quedando la condena en una prisión permanente revisable y tres asesinatos alevosos, sumando estos últimos 75 años de prisión. Esta última sentencia fue recurrida por la acusación particular ante el Tribunal Supremo con apoyo de la Fiscalía. En respuesta a este recurso y teniendo en cuenta la gravedad de los crímenes, Nogueira fue finalmente sentenciado por el Tribunal Supremo a cumplir una condena de 25 años más tres condenas de prisión permanente revisable.

#### Agresión penitenciaria
Patrick fue agredido a finales de noviembre de 2021 por aproximadamente una decena de reclusos, permaneciendo ingresado en un hospital durante cuatro días. Los funcionarios especulan que el motivo se trata de la "ley de la cárcel", según la cual los que comenten delitos graves contra niños y mujeres son ajusticiados por la población reclusa. Tras ser dado de alta, fue trasladado nuevamente al penal "Puerto III" en El Puerto de Santa María, Cádiz bajo aislamiento preventivo.